# قبرکن

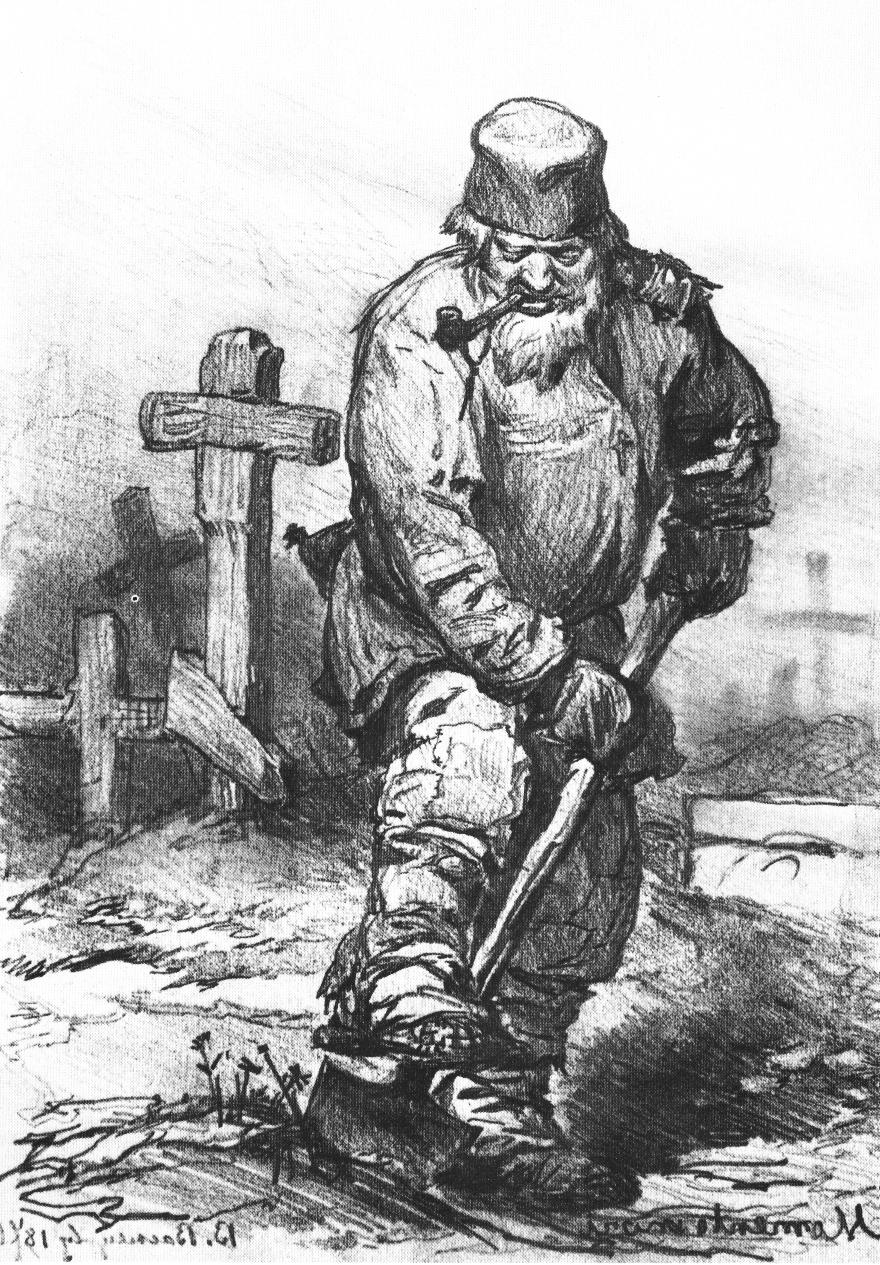
گورکن اثر ویکتور واسنتسوف، ۱۸۷۱ میلادی.

گورکن، یا قبرکن شخصی است که قبر را برای فرد مرده می‌کند. گورکن معمولاً از کارکنان گورستان است.

## گورکنان مشهور
- راد استوارت مدت کوتاهی گورکن بود.
- پیتر گرین عضو سابق گروه فلیتوود مک آن گروه را ترک کرد و به گورکنی پرداخت.